# Československo na Letních olympijských hrách 1976

Československá veslařská reprezentace žen na soustředění v Boce Kotorské na jaře 1976, během příprav na olympiádu

Československo na Letních olympijských hrách 1976 v kanadském Montréalu reprezentovalo 163 sportovců, z toho 38 žen. Nejmladší účastnicí byla gymnastka Alena Černáková (14 let, 345 dní), nejstarším účastníkem pak sportovní střelec Miroslav Štefan (43 let, 2 dny). Reprezentanti vybojovali 8 medailí, z toho 2 zlaté, 2 stříbrné a 4 bronzové.

## Československé medaile
| Medaile | Jméno                                                          | Sport             | Disciplína                     |
| ------- | -------------------------------------------------------------- | ----------------- | ------------------------------ |
| Zlato   | Josef Panáček                                                  | Sportovní střelba | skeet                          |
| Zlato   | Anton Tkáč                                                     | Cyklistika        | sprint                         |
| Stříbro | Vítězslav Mácha                                                | Zápas             | řecko-římský, do 74 kg         |
| Stříbro | Jiří Adam Jan Bártů Bohumil Starnovský                         | Moderní pětiboj   | soutěž družstev                |
| Bronz   | Jan Bártů                                                      | Moderní pětiboj   | jednotlivci                    |
| Bronz   | Helena Fibingerová                                             | Atletika          | vrh koulí                      |
| Bronz   | Jaroslav Hellebrand Vladek Lacina Zdeněk Pecka Václav Vochoska | Veslování         | čtyřka párová bez kormidelníka |
| Bronz   | Oldřich Svojanovský Pavel Svojanovský Ludvík Vébr              | Veslování         | dvojka s kormidelníkem         |